# Byzantion

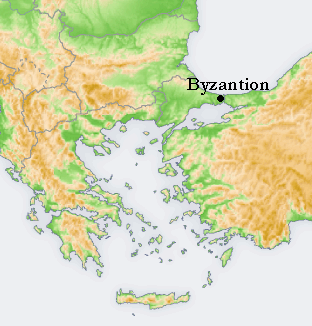
Byzantion

Byzantion (Oudgrieks: Βυζάντιον, Buzántion; Latijn: Byzantium; Turks: Bizans) was in de klassieke oudheid een polis, de hoofdstad van het antieke Thracië. Byzantion werd omstreeks 660 v.Chr. door Dorische Grieken uit Megara, Argos en Korinthe gesticht. Het werd aan de zuidwestelijke uitgang van de Bosporus aangelegd op een schiereiland tussen de Zee van Marmara, die toen Propontis werd genoemd, en de Gouden Hoorn, op de plaats van het huidige Istanbul. Het was dus eerst een Griekse kolonie.
Constantijn de Grote bouwde de stad zo uit dat die als hoofdstad van het Romeinse Rijk, en vervolgens van het Oost-Romeinse of Byzantijnse Rijk kon worden gebruikt. De stad kreeg in 330 n.Chr. de nieuwe naam Constantinopel. De naam van de stad tegenwoordig, van Istanbul, komt uit het begin van de 20e eeuw.

## Voor de stichting van Byzantion
Uit vondsten uit de Neolithische periode in de buurt van het district Kadikoy in Istanbul en uit de bronstijd in het district Sultanahmed blijkt dat de oevers van de Bosporus reeds vroeg waren bewoond. Al voordat de Grieken er zich vestigden, was deze zeestraat van cruciaal belang. Hier voeren de schepen langs, die Athene en andere poleis van graan uit het huidige Oekraïne moesten voorzien. Om zich van de toegankelijkheid van dit strategisch belangrijk punt, dat ook een sleutelpositie innam in de landverbinding tussen Europa en Azië en in de zeeverbinding tussen de Egeïsche en de Zwarte Zee, te verzekeren, werd er door Megarische kolonisten rond 685 v.Chr., dus niet lang voordat Byzantion werd gesticht, de eerste kolonie op de Aziatische kust van de Bosporus gesticht: Chalcedon (Oudgrieks: Χαλκηδών), op de plaats van het huidige Kadıköy.